# Márcia Lia
Márcia Aparecida Ovejaneda Lia (Araraquara, 9 de fevereiro de 1958), mais conhecida como Márcia Lia, é uma advogada e política brasileira, filiada ao Partido dos Trabalhadores (PT).  

## Biografia
Em 1983 formou-se em Direito na Associação São Bento de Ensino, hoje UNIARA (Universidade de Araraquara), profissão que exerceu formalmente até o ano 2000. No final dos anos 1980, formou-se em História, também na mesma universidade. Tem uma trajetória de luta pela participação popular e pela justiça social.

## Trajetória política
Em 2004, devido ao seu papel decisivo como coordenadora de Participação Popular, Márcia Lia foi convidada pelo então prefeito Edinho Silva, que começava seu segundo mandato, a assumir a Secretaria de Governo da Prefeitura de Araraquara. Desta forma, pelas mãos dela passavam todos os projetos e programas da administração municipal.
Na campanha para uma cadeira na Câmara Municipal de Araraquara, Márcia Lia obteve uma vitória histórica em 2008, sendo a vereadora mais votada do partido para a Legislatura 2009-2012 com 2541 votos. Assume o mandato em 2009, tornando-se líder da bancada do PT na Câmara Municipal de Araraquara. Teve um mandato fiscalizador das ações do Executivo. Na Câmara, também defendeu vários programas e projetos para melhorias da qualidade de vida da população. Uma de suas bandeiras centrais foi a luta por políticas públicas e garantia de direitos das mulheres. Saúde, educação e transporte público também foram pautas que receberam destacada atenção de Márcia.
Em 2012 candidatou-se à Prefeitura de Araraquara e ficou em segundo lugar, com quase 42 mil votos. 
Em 2013 foi eleita pelos filiados do PT para presidir o Diretório Municipal do partido em Araraquara.  
Em 2014, foi eleita deputada estadual, com 70.945 votos.  
Em 2018, foi reeleita com 63.751 votos. 

### Atuação na Assembleia Legislativa de São Paulo

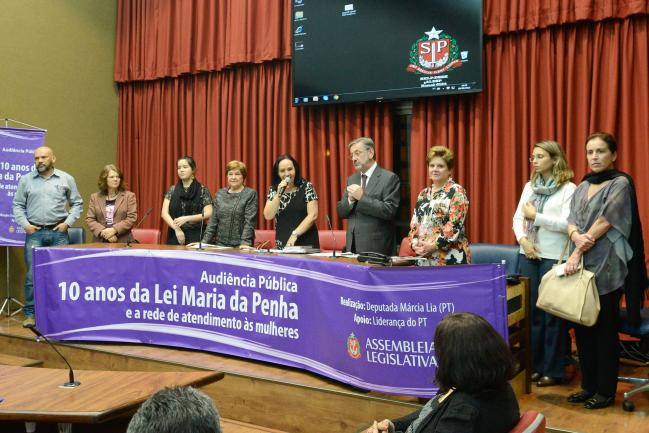
Márcia Lia durante audiência Pública de 10 anos da Lei "Maria da Penha".

Márcia Lia abriu seu mandato para a participação popular, com apoio efetivo aos movimentos sociais pela agricultura familiar e por moradia. Criou Conselhos Políticos em Araraquara, na microrregião, na macrorregião de Ribeirão Preto e Franca, e na Capital. No segundo mandato, organiza conselhos políticos também no Pontal do Paranapanema, região Sudoeste Paulista, região de Campinas e região de Araçatuba. Os Conselhos são uma atividade voluntária. 
Criou e coordenou no primeiro mandato três frentes parlamentares: Habitação e Reforma Urbana; em Defesa dos Direitos de Crianças e Adolescentes; e sobre Segurança Alimentar, Agricultura Familiar e Reforma Agrária.
No segundo mandato criou três frentes parlamentares: pela Habitação, Reforma Urbana e Regularização Fundiária Urbana; pela Agricultura Familiar, Reforma Agrária, Segurança Alimentar e Regularização Fundiária; e em Defesa da Democracia e dos Direitos Humanos.
No primeiro mandato foi membro efetivo de três comissões: Assuntos Econômicos, Educação e Direitos Humanos; criou e coordena a subcomissão de Educação no Campo.
Compõe para o mandato 2019-2023 as seguintes comissões: vice-presidente da Comissão de Defesa e dos Direitos das Mulheres, que foi implantada este ano a partir do Projeto de Resolução 04/2018, de autoria da deputada petista; membro titular da Comissão de Defesa dos Direitos da Pessoa Humana, da Cidadania, da Participação e das Questões Sociais; membro efetivo da Comissão de Meio Ambiente e Desenvolvimento Sustentável. Como membro substituto, Márcia Lia ainda está relacionada nas Comissões de Atividades Econômicas e na de Constituição, Justiça e Redação.
Foi a primeira procuradora-adjunta Especial da Mulher, na Alesp, e foi ouvidora do parlamento paulista em 2017 e 2018. Também compôs o Conselho de Orientação do Fundo de Expansão da Agropecuária e da Pesca – Feap.

#### Projetos de Lei e Projetos de Lei Complementares
PL nº 574/2016, que garante às famílias homoafetivas acesso a todos os programas e serviços do Governo do Estado de São Paulo. PL aprovado e aguardando apreciação do governador João Dória.
PL nº 573/2016, que propõe a reserva de 7% das moradias dos programas habitacionais do Governo do Estado de São Paulo para mulheres vítimas de violência doméstica e que não sejam titulares de outro imóvel. PL aprovado e vetado pelo governador João Dória. PL está na pauta da Assembleia para derrubada do veto.
PL nº 634/2016, que garante a medição dos gastos de água individualizada a todos os consumidores moradores de vilas, prédios, apartamentos e condomínios do Estado de São Paulo, sejam eles novos ou já existentes (projeto aprovado e encaminhado para apreciação do governador Geraldo Alckmin).
PLC 28/2016, que estabelece regulamentação a todos os concursos públicos no âmbito da administração pública do Estado de São Paulo. PL aprovado e aguardando apreciação do governador João Dória.
PLC 36/2016 que, amplia para 20 dias a licença paternidade, remunerada, de servidores públicos estaduais, sejam eles biológicos ou adotivos.
PR 04/2018 , que atua na construção de uma agenda positiva para a igualdade, equidade e justiça na inserção das mulheres na sociedade, assim como na garantia dos direitos das mulheres nas áreas da saúde, educação, habitação, gestação, trabalho, autonomia econômica e no combate à violência de gênero.
PL 714/2018 , que prevê que a sociedade cooperativa deve concorrer em igualdade de participação, apresentando os mesmos documentos exigidos para os demais participantes para se habilitar, de acordo com a Lei Federal n. 8666, de 21 de junho de 1993, que dispõe sobre as normas gerais de licitação.